# Атроп
Атроп (лат. Atropus atropos) — вид морских лучепёрых рыб из монотипического рода Atropus семейства ставридовых (Carangidae). Широко распространены в тропических и субтропических водах Индо-Тихоокеанской области. Максимальная длина тела 26,5 см. Морские пелагические рыбы.

## Описание
Тело овальной формы, сильно сжато с боков. Высота тела составляет 26,4—31,4 % стандартной длины тела. Верхний профиль головы прямой, круто поднимается вверх от окончания верхней челюсти до области над глазом, затем становится выпуклым. Нижняя часть груди до брюшных плавников без чешуи. По низу брюха до анального плавника проходит срединная глубокая борозда. Диаметр глаза немного превышает длину рыла; жировое веко отсутствует. Мелкие зубы на верхней челюсти расположены узкой полосой, наиболее широкой в передней части. На нижней челюсти зубы расположены в один ряд, в передней части 2—3 неровных ряда. На первой жаберной дуге 29—34 жаберные тычинки, из них на верхней части 8—11, а на нижней части 19—22 тычинок. Два спинных плавника. В первом спинном плавнике 8 жёстких лучей, а во втором — один жёсткий и 19—22 мягких лучей. Наблюдается половой диморфизм в форме спинного плавника: у зрелых самцов 6—12 центральных лучей во втором спинном плавнике вытянуты в длинные нити разной длины. В анальном плавнике один колючий и 17—18 мягких лучей, перед плавником расположены 2 колючки. В анальном плавнике также пять удлинённых лучей. Брюшные плавники длинные, их окончания доходят до анального отверстия, могут убираться в борозду на брюхе. Боковая линия делает высокую дугу в передней части, а затем идёт прямо до хвостового стебля. Переход изогнутой части боковой линии в прямую часть расположен на вертикали, проходящей в области между шестым и седьмым мягким лучом второго спинного плавника. Длина хорды выгнутой части боковой линии укладывается 1,5—2,0 раза в длину прямой части. В прямой части 31—37 костных щитков. Хвостовой плавник раздвоенный. Позвонков: 10 туловищных и 14 хвостовых.
Верхние части головы и тела голубовато-зелёные, нижние — серебристые. Мембраны брюшных плавников чёрные; основания лучей белые. Остальные плавники бледные. Молодь с нечёткими тёмными полосами по бокам тела и пятном на жаберной крышке; пятно заметно и у взрослых особей.

## Биология
Морские пелагические рыбы. Обитают в прибрежных водах и плавают вблизи поверхности воды. Питаются ракообразными (креветки, копеподы, личинки декапод); крупные особи могут потреблять мелких рыб. Впервые созревают (50 % особей в популяции) при средней длине тела 21 см. У берегов Индии нерестятся в ноябре — декабре

## Ареал
Широко распространены в тропических и субтропических водах Индо-Тихоокеанской области от Персидского залива, Пакистана, Шри-Ланка и Малайзии до Филиппин, Папуа-Новая Гвинея, Тайваня и юга Японии.